# Anyang-myeon
Anyang-myeon (koreanska: 안양면) är en socken i kommunen Jangheung-gun i provinsen Södra Jeolla i
den södra delen av Sydkorea, 325 km söder om huvudstaden Seoul.